# ساختمان اداره دخانیات شاهرود
اداره دخانیات مربوط به دوره پهلوی اول است و در شهرستان شاهرود شهر بیارجمند، واقع در خیایان اصلی واقع شده و این اثر در تاریخ ۱۰ مهر ۱۳۸۰ با شمارهٔ ثبت ۳۹۵۰ به‌عنوان یکی از آثار ملی ایران به ثبت رسیده‌است.